# Дыхание: новая наука об утерянном искусстве
«Дыхание: новая наука об утерянном искусстве» (англ. Breath: The New Science of a Lost Art) ― научно-популярная книга американского журналиста Джеймса Нестора. Книга представляет собой историческое, научное и личное исследование дыхания, а также исследует различия между дыханием через рот и через нос. Нестор написал эту книгу после десяти лет исследования предмета.

## Содержание
В книге исследуются история, наука и культура дыхания и их влияние на здоровье человека. Автор изучает историю того, как люди перешли от естественного носового дыхания к хроническому ротовому дыханию. В книге рассматриваются научные данные, в которых утверждается, что этот сдвиг (из-за увеличения потребления обработанных пищевых продуктов) привёл к росту храпа, апноэ во сне, бронхиальной астмы, аутоиммунных заболеваний и аллергии.
В книге описаны опыты автора с дыханием от первого лица. Автор также работал с учёными Стэнфордского университета, чьи исследования показывают, что возвращение к состоянию носового дыхания улучшит здоровье человека.

## Критика
Книга в основном получила положительные отзывы. Издание Kirkus Reviews назвал это «долгожданным, бодрящим руководством пользователя для дыхательной системы».
Журнал Weekly назвало его «увлекательным трактатом» о дыхании. Стюарт Миллер из Boston Globe писал, что Нестору удалось «объяснить как основы», так и «более сложные аспекты правильного дыхания» .
The Wall Street Journal похвалил «хорошую основу» книги, но раскритиковал Нестора за недостаточный скептицизм и дальнейшее исследование эффекта плацебо. Критики издания также считают, что книга содержала «рискованное» доказательство, которые напоминали ему о Лайнусе Полинге, стороннике приёма чрезмерных доз витамина С, и выразили «аналогичный скептицизм» по поводу утверждений Нестора о пользе древних дыхательных упражнений
В своём обзоре для Evening Standard Кэти Лоу сравнила «Дыхание» с «потенциально изменяющими жизнь книгами». Книга также получила положительную оценку журнала Library Journal.
Книга также была воспринята как неожиданно резонансная из-за того, что её публикация произошла на фоне пандемии COVID-19.

## Издание в России
Книга была переведена на русский язык и вышла в свет в издательстве «Попурри» в 2021 году. ISBN 978-985-15-4848-0.